# Clathrus crispus
Clathrus crispus is een schimmel behorend tot de familie Phallaceae. Hij leeft saprobisch en de vruchtlichamen groeien afzonderlijk of in groepen op de grond. Hij wordt aangetroffen in tuinen, gazons en gecultiveerde bodems, vooral wanneer houtsnippers als mulch zijn gebruikt

## Kenmerken

### Uiterlijke kenmerken
De volva is wit, tot 7 centimeter in diameter. De vorm is bolvormig tot eivormig en gemarkeerd door een reticulum van groeven die worden geopend door onregelmatige splitsing aan de top. Het vruchtlichaam is rond tot ongeveer elliptisch en meet tot 10 bij 15 cm. Het is scharlakenrood aan de bovenkant, maar lichter aan de basis waar het wordt verborgen door de volva. Er zijn tot ongeveer 50 radiaal gegroefde gaten in het vruchtlichaam, die min of meer veelvlakkig tot bolvormig zijn aan de bovenkant, maar meer langwerpig aan de basis. De sponsachtige armen zijn tot ongeveer 1 cm breed en verenigen zich aan de basis om een structuur te vormen met de algehele vorm van een omgekeerde kegel. De gleba is olijfgroen tot groenachtig en slijmerig en bedekt de binnenranden van de traliegaten.

### Microscopische kenmerken
De sporen zijn elliptisch tot cilindrisch, enigszins groenachtig van kleur en hebben afmetingen van 3,8-4,2 × 1,8-2,2 µm.

## Naamgeving
De wetenschappelijke naam werd gepubliceerd in 1820 door Pierre Jean François Turpin, op basis van exemplaren gevonden in Haïti.

## Verspreiding
Een exemplaar dat overeenkomt met de beschrijving van C. crispus werd in 2005 gevonden in Puerto Rico. Verder is deze soort gevonden in de Verenigde Staten (Florida), Mexico, West-Indië (Cuba, Hispaniola, Jamaica, Puerto Rico), Midden- en Zuid-Amerika tot Uruguay en Noord-Argentinië (Cordoba).

## Trivia
Deze soort kwam in 1986 voor op een postzegel van Grenada.